# Gospodarič
Gospodarič je priimek v Sloveniji, ki ga je po podatkih Statističnega urada Republike Slovenije na dan 1. januarja 2010 uporabljalo 67 oseb in je med vsemi priimki po pogostosti uporabe uvrščen na 6.057. mesto.

## Znani nosilci priimka
- Rado Gospodarič (1933—1988), geolog